# Ana Porfirogénita
Ana Porfirogénita (português europeu) ou Ana Porfirogênita (português brasileiro) (em russo:  Анна Византийская; 13 de março de 963 — 1011) foi uma princesa consorte bizantina, filha do imperador Romano II e da imperatriz Teofana Anastaso; casou-se com o príncipe Vladimir I de Quieve.
Ana era irmã de Basílio II Bulgaróctono e Constantino VIII. Foi uma Porfirogénita, filha legítima nascida em púrpura no palácio do imperador bizantino. Vladimir I teve que converter-se ao cristianismo para que lhe fosse concedido o casamento com Ana.
A evidente discórdia de Ana ao casar-se com Vladimir foi exposta numa profunda angústia a caminho do seu casamento. Ao esposar com o Grande Príncipe Vladimir, Ana torna-se a "grande princesa de Quieve", porém na prática era simplesmente referida como "Rainha" ou "Czarina", provavelmente como sinal da sua pertença à Casa Imperial Bizantina. Ana participou ativamente na cristianização da Rússia de Quieve; atuou como conselheira religiosa de Vladimir e fundou vários conventos e igrejas por sua própria conta. Não se sabe ao certo se Ana era a mãe biológica de alguns dos filhos de Vladimir, embora alguns historiadores apontem para evidências de que ambos podem ter tido pelo menos três filhos.